# Brut (bier)
Brut is een Belgisch bier. Het wordt gebrouwen door Brouwerij De Vlier te Holsbeek.
Brut is een blond aperitiefbier een alcoholpercentage van 8%. De hoofdgisting gebeurt met lage gist en melkzuurbacterie. Daarna gebeurt een nagisting met champagnegist en hergisting in de fles.
Het bier wordt vermeld bij de Vlaams-Brabantse streekproducten.